# Pomnik Lecha i Marii Kaczyńskich w Radomiu
Pomnik Lecha i Marii Kaczyńskich – pierwsza w Polsce rzeźba przedstawiająca Lecha i Marię Kaczyńskich, odsłonięta 18 czerwca 2013 w Radomiu. Jej autorem jest Andrzej Renes, autor m.in. stojących w Warszawie pomników księdza Ignacego Skorupki, czy Praskiej Kapeli Podwórkowej.
Ten pierwszy w Polsce pomnik Lecha i Marii Kaczyńskich stanął przy zbiegu ulic Żeromskiego i Traugutta, nieopodal klasztoru oo. Bernardynów. Ma około 2,5 metra wysokości. Po bokach pomnika umieszczono dwie tablice z nazwiskami ofiar katastrofy smoleńskiej.
Pomnik, którego budowa od początku budziła kontrowersje wśród mieszkańców miasta, powstał z inicjatywy Społecznego Komitetu Budowy Pomnika Lecha Kaczyńskiego w Radomiu, któremu przewodniczył poseł Marek Suski. Budowa, sfinansowana przede wszystkim ze zbiórek prowadzonych na terenie województwa mazowieckiego, kosztowała 230 tys. zł.
W uroczystym odsłonięciu pomnika uczestniczyli m.in. arcybiskup metropolita szczecińsko-kamieński Andrzej Dzięga, Jarosław Kaczyński, parlamentarzyści oraz rodziny ofiar katastrofy polskiego samolotu TU 154M pod Smoleńskiem.
Z okazji odsłonięcia pomnika została otwarta w Radomiu także ekspozycja plenerowa Warto być Polakiem poświęcona Lechowi Kaczyńskiemu i trzem pochodzącym z regionu radomskiego ofiarom katastrofy: funkcjonariuszowi BOR kpt. Pawłowi Janeczkowi, nawigatorowi kpt. Arturowi Ziętkowi i technikowi pokładowemu ppor. Andrzejowi Michalakowi.